# ユー・ガッタ・テイク・ア・リトル・ラヴ
『ユー・ガッタ・テイク・ア・リトル・ラヴ』（You Gotta Take a Little Love）は、アメリカ合衆国のジャズ・ピアニスト、ホレス・シルヴァーが1969年に録音・発表したスタジオ・アルバム。

## 解説
ランディ・ブレッカーが新メンバーとして迎えられており、ブレッカーは本作と同時期に、自身初のリーダー・アルバム『スコア』を録音している。シルヴァーがブルーノート・レコード所属時に録音したアルバムとしては最後の、全編クインテット編成によるアルバムで、以後シルヴァーは、ボーカルおよび大編成のバンドを導入した録音を行うが、1972年録音の『27番目の男 (イン・パースート・オブ・ザ・27thマン)』は、一部の曲がクインテット編成で録音されている。
スコット・ヤナウはオールミュージックにおいて5点満点中4点を付け「スタンダードになった曲はない」「シルヴァーが1960年代末期に率いていた、優れたハード・バップ・グループの演奏が収録されている」と評している。

## 収録曲
特記なき楽曲はホレス・シルヴァー作。
1. ユー・ガッタ・テイク・ア・リトル・ラヴ - "You Gotta Take a Little Love" - 5:24
2. ザ・ライジン・サン - "The Risin' Sun" - 4:37
3. イッツ・タイム - "It's Time" - 6:42
4. ラヴリーズ・ドーター - "Lovely's Daughter" (Bennie Maupin) - 4:14
5. ダウン・アンド・アウト - "Down and Out" - 4:30
6. ザ・ベリー・ダンサー - "The Belly Dancer" - 7:25
7. ブレイン・ウェイヴ - "Brain Wave" - 6:14

## 参加ミュージシャン
- ホレス・シルヴァー - ピアノ
- ランディ・ブレッカー - トランペット、フリューゲルホルン
- ベニー・モウピン - テナー・サクソフォーン、フルート
- ジョン・ウィリアムス - ベース
- ビリー・コブハム - ドラムス